# Porte de la Villette (metrostation)
Porte de la Villette er en station på linje 7 i metronettet i Paris, beliggende i 19. arrondissement. Den blev åbnet 5. november 1910. Stationen er opkaldt efter porten i Paris' gamle bymur,som vendte ud mod den tidligere franske kommune La Villette. Denne kommune blev sammen med tre andre lagt ind under Paris i 1860.
Nær stationen ligger Tour La Villette og Parc de la Villette og også videnskabsmuseet Cité des sciences et de l’industrie.

## Trafikforbindelser
- RATP